# Pierre Jean Édouard Desor
Pierre Jean Édouard Desor ou Édouard Desor, né le 13 février 1811 à Friedrichsdorf près de Francfort-sur-le-Main et mort le 23 février 1882 à Nice, est un zoologiste, géologue, préhistorien et alpiniste suisse d’origine française.

## Biographie
Protestant, originaire de Marsillargues (Languedoc) et des Ponts-de-Martel (1859). Fils de Jean, manufacturier il est célibataire. Il commence des études de droit à l'université de Giessen puis à celle de Heidelberg, il s'engage dans le mouvement libéral. À la suite de sa participation à la Hambacher Fest interdite de 1832, il s'exile à Paris, où il découvre les sciences naturelles. Après des histoires de cœur, il fuit Paris pour la Suisse.
À Neuchâtel, il est engagé comme secrétaire particulier par Louis Agassiz (1807-1873), et deviendra très vite un collaborateur scientifique, puis un ami et confident. Il fera également connaissance de Carl Vogt (1817-1895) et d’Amanz Gressly (1814-1865). C'est auprès d'Agassiz que Desor se forme et devient un savant de renom. Lorsque celui-ci part aux États-Unis d'Amérique, Desor le rejoint, après un détour en Scandinavie, où il a été chargé d'étudier le phénomène erratique dans les pays nordiques.
Desor travaille sur la faune marine et s’intéresse notamment aux némertes. De retour à Neuchâtel en 1852 après une brouille définitive et retentissante avec son ancien maître Agassiz, il enseigne la géologie et hérite de la grande fortune de son frère. Sa maison à Neuchâtel et son « royaume » à Combe-Varin deviennent alors la résidence d’été de nombreux scientifiques, poètes, artistes et intellectuels. Le retour de Desor donne aussi un nouvel élan à la Société des sciences naturelles de Neuchâtel, mise à mal à la fois par le départ de son fondateur et moteur, Louis Agassiz, et par la révolution neuchâteloise du 1er mars 1848.
C'est à Neuchâtel que Desor s'intéresse à l'archéologie préhistorique, et plus particulièrement à la « civilisation lacustre ». Il s'était déjà intéressé à l'archéologie lors de son séjour en Scandinavie, en 1847, où il avait rencontré Thomsen et Nilsson et avait été séduit par leurs théories. Mobilisant son attention scientifique sur la préhistoire naissante, il organisera, avec Gabriel de Mortillet et de façon relativement discrète le premier Congrès international de préhistoire, à Neuchâtel, en 1866, dont le nom définitif sera adopté en 1867 à Paris : "Congrès international d'anthropologie et d'archéologie préhistoriques" - un organe qui jouera un rôle sensible sur le développement de la recherche préhistorique.
Un fonds d'archives est conservé aux Archives de l'État de Neuchâtel il contient principalement de la correspondance échangée entre des personnages neuchâtelois ou étrangers, dont Louis Agassiz, Auguste Bachelin, Numa Droz, Louis Favre, Auguste Quiquerez, etc. L'inventaire de ce fonds se trouve dans le portail des archives neuchâteloises. Quant au fonds d'archives conservé à la Bibliothèque publique et universitaire de Neuchâtel, en plus du journal tenu par Édouard Desor entre 1811 et 1881 on y trouve notamment de nombreux manuscrits ainsi que des documents relatifs au frère d'Édouard Desor, David Frédéric Desor (dit Fritz), et à la demeure de Combe Varin qu'il lui laissa en héritage.
Édouard Desor est enterré au Cimetière du Château, à Nice.

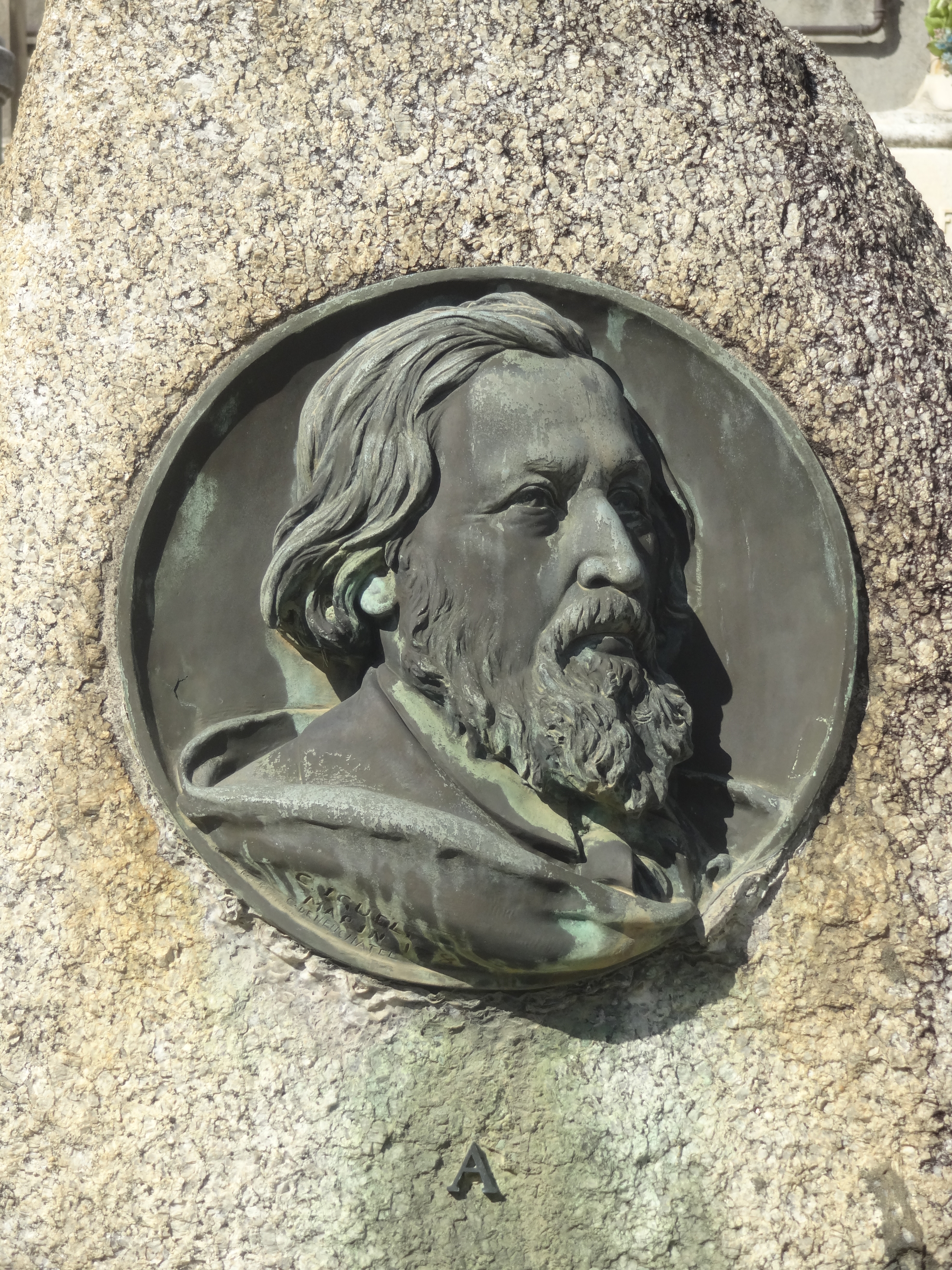
Nice - Cimetière du Château - Sépulture de Pierre Jean Édouard Desor - Médaillon en bronze par C Icueli Marini

## Alpinisme
Édouard Desor explore les glaciers des Alpes bernoises. En 1841, il réalise la quatrième ascension de la Jungfrau et, l'année suivante, il mène à bien la première ascension du Lauteraarhorn. En 1844, il gravit le Rosenhorn (3 689 m) et l'année d'après il effectue la deuxième ascension du Wetterhorn.

## Publications
- Échinites, Neuchâtel, 1842 (lire en ligne)
- Synopsis des Echinides fossiles (1858)
- Aus Sahara und Atlas (Leipzig, 1865)
- Der Gebirgsbau der Alpen (1865)
- Die Pfahlbauten des Neuenburger Sees (1866)
- Échinologie helvétique (2 vols., Paris, 1868–1873, avec Perceval de Loriol)
- Le Bel Âge du bronze lacustre (1874)
- Le Paysage morainique (1875)
- Les Palafittes ou constructions lacustres du lac de Neuchâtel (1865)

## Sources
- Archives de l'État de Neuchâtel
- Journal personnel d'Édouard Desor, Bibliothèque publique et universitaire de Neuchâtel